# ويليام نيلسون (سياسي أمريكي، مواليد 1839)
ويليام نيلسون (بالإنجليزية: William Nelson)‏ هو محرر وسياسي أمريكي، ولد في 1 يوليو 1839، وتوفي في 26 أكتوبر 1913. نشط حزبياً في الحزب الجمهوري. وقد انتخب عضو مجلس ولاية ويسكونسن.